# Сборная Ниуэ по нетболу
Сборная Ниуэ по нетболу представляет Ниуэ на международных соревнованиях по нетболу. Управляющим органом является Ассоциация нетбола Ниуэ (англ. Niue Netball QLD).
По состоянию на 25 июля 2024, сборная Ниуэ по нетболу занимает 48-е место в мировом рейтинге сборных по нетболу.

## Результаты выступлений

### Чемпионаты мира
| Год        | Место          | Игры           | Победы         | Ничьи          | Поражения      |
| ---------- | -------------- | -------------- | -------------- | -------------- | -------------- |
| 1963—1995  | не участвовали | не участвовали | не участвовали | не участвовали | не участвовали |
| 1999       | 25             | 6              | 1              | 0              | 5              |
| 2003       | 12             | 9              | 2              | 0              | 7              |
| 2007—н. в. | не участвовали | не участвовали | не участвовали | не участвовали | не участвовали |

### Тихоокеанские игры
| Год       | Место          | Игры           | Победы         | Ничьи          | Поражения      |
| --------- | -------------- | -------------- | -------------- | -------------- | -------------- |
| 1963      | 5              | 4              | 0              | 1              | 3              |
| 1966—1999 | не участвовали | не участвовали | не участвовали | не участвовали | не участвовали |
| 2003      | 8              | 5              | 0              | 0              | 5              |
| 2007—2019 | не участвовали | не участвовали | не участвовали | не участвовали | не участвовали |
| 2023      | 7              | 5              | 2              | 0              | 3              |

### Тихоокеанские мини-игры
| Год       | Место          | Игры           | Победы         | Ничьи          | Поражения      |
| --------- | -------------- | -------------- | -------------- | -------------- | -------------- |
| 1981—1997 | не участвовали | не участвовали | не участвовали | не участвовали | не участвовали |
| 2001      | 9              | 4              | 0              | 0              | 4              |
| 2009      | 6              | 3              | 0              | 0              | 3              |
| 2017      | не участвовали | не участвовали | не участвовали | не участвовали | не участвовали |